# Janusz Kłoczko
Janusz Stanisław Kłoczko (ur. 30 października 1949 w Augustowie, zm. 24 listopada 2023 w Białymstoku) – polski lekarz, specjalista w zakresie hematologii i angiologii, profesor nauk medycznych, a także działacz korporacyjny.

## Droga zawodowa i naukowa
Ukończył Liceum Ogólnokształcące w Augustowie w 1967. W latach 1967–1973 studiował na Wydziale Lekarskim Akademii Medycznej – AMB (obecnie: Uniwersytet Medyczny – UMB) w Białymstoku.
Po uzyskaniu dyplomu lekarza, w latach 1973-1979 zaliczył studia doktoranckie w Zakładzie Patologii Ogólnej i Doświadczalnej AMB, kierowanym przez prof. Karola Buluka, gdzie prowadził badania nad układem hemostazy. W swojej dalszej działalności naukowej zajmował się przede wszystkim schorzeniami układu krwiotwórczego oraz zaburzeniami krzepnięcia i fibrynolizy.
Od 1974 pracował jako asystent w Klinice Hematologii AMB w Państwowym Szpitalu Klinicznym – PSK (obecnie: Uniwersytecki Szpital Kliniczny – USK) w Białymstoku. W 1976 zdał egzamin na pierwszy stopień specjalizacji z zakresie chorób wewnętrznych a w 1981 – na drugi stopień. W 1979 otrzymał stopień naukowy doktora nauk medycznych na podstawie rozprawy doktorskiej Aktywność desmofibrynotwórczości osocza krwi w niektórych chorobach rozrostowych układu krwiotwórczego. W 1980 został adiunktem w Klinice Hematologii. W 2002 uzyskał specjalizację w dziedzinie: hematologia, a w 2003: angiologia.
Odbył szkolenia w ośrodkach zagranicznych: 1982-1983 – National Reference Laboratory for Anticoagulant Reagants and Control, Manchester, Wielka Brytania; 1983 – Department of Internal Medicine, St. James Hospital, Leeds, Wielka Brytania; 1987 – Zakład Biofizyki Akademii Medycznej, Debreczyn, Węgry; 1991 – Zakład Angiologii Uniwersytetu J.W. Goethego, Frankfurt, Niemcy; 1992 – Department of Radiation Oncology, Wayne State University, Detroit, USA.
Za całokształt pracy naukowej i rozprawę Czynnik XIII – aktywność stabilizacyjna, transamidazowa i stężenie podjednostek „a” i „b” oraz jego osoczowe substraty w wybranych stanach chorobowych w 1990 zdobył stopień naukowy doktora habilitowanego nauk medycznych w zakresie medycyny – chorób wewnętrznych.
W 1995 otrzymał tytuł naukowy profesora nauk medycznych a w 1996 stanowisko profesora nadzwyczajnego Wydziału Lekarskiego z Oddziałem Stomatologii AMB (obecnie: Wydział Lekarski z Oddziałem Stomatologii i Oddziałem Nauczania w Języku Angielskim UMB). Od 1997 do 2020 był kierownikiem Kliniki Hematologii AMB/UMB w PSK/USK w Białymstoku.

## Działalność naukowa i dydaktyczna
Prof. Kłoczko legitymował się autorstwem i współautorstwem 486 publikacji i doniesień zjazdowych. Liczba jego prac z IF i z punktacją MNiSW wynosi odpowiednio 96 i 145, łączna wartość IF to ponad 426, a punktacji MNiSW to 2934,5. Cytowania w bazie Web of Science – Core Collection: 8653, h-index z bazy 25. Był autorem lub współautorem sześciu rozdziałów w podręcznikach akademickich. W 2001 uczestniczył w zespole opracowującym standardy postępowania w żylnej chorobie zakrzepowo-zatorowej.
Promotor szesnastu doktorantów z zakresu nauk medycznych; opiekun trzech przewodów habilitacyjnych; dziewięciu studenckich prac licencjackich i magisterskich; recenzent i członek komisji dwudziestu dziewięciu prac doktorskich; dwunastu przewodów habilitacyjnych; recenzent szesnastu wniosków na tytuł naukowy profesora. Opiekun specjalizacji piętnastu specjalistów z zakresu chorób wewnętrznych: siedmiu z angiologii i sześciu z hematologii.
Kierownik ośmiu projektów badawczych i dwóch grantów promotorskich KBN. Wraz z zespołem Kliniki Hematologii brał aktywny udział w pracach Stowarzyszenia Polskiej Grupy ds. Leczenia Białaczek u Dorosłych (PALG), Polskiej Grupy Badawczej Chłoniaków (PLRG) oraz Polskiej Grupy Szpiczakowej (PGSz).

## Najważniejsze funkcje i członkostwo w towarzystwach naukowych
1992-1996 – członek Komisji Hematologii Klinicznej Komitetu Patofizjologii Klinicznej Wydziału Nauk Medycznych PAN; 1993-2007 – członek założyciel i członek Zarządu Polskiego Towarzystwa Angiologicznego; 1994-2004 – przewodniczący Zarządu Oddziału Białostockiego Polskiego Towarzystwa Lekarskiego; 1995-1996 – przewodniczący senackiej Komisji ds. Nauki oraz Komisji ds. Dydaktyki AMB; 1995-1997 – konsultant wojewódzki ds. interny dla Województwa Łomżyńskiego; 1996 – członek Komisji Hemostazy i Mikrokrążenia Komitetu Patofizjologii Klinicznej Wydziału Nauk Medycznych PAN; 1997 – przewodniczący Zarządu Oddziału Polskiego Towarzystwa Hematologów i Transfuzjologów w Białymstoku; 1999-2000 – konsultant wojewódzki ds. hematologii oraz angiologii dla Województwa Podlaskiego; 2000-2014 – konsultant wojewódzki ds. hematologii dla Województwa Podlaskiego; 2003-2006 – członek Rady Naukowej Instytutu Hematologii i Transfuzjologii w Warszawie.

## Działalność korporacyjna
W strukturach samorządu lekarskiego działał przez ponad 25 lat. Pełnił następujące funkcje: 1997-2005 – wiceprezes Okręgowej Rady Lekarskiej (ORL) w Białymstoku; 2001-2022 – członek Komisji Bioetycznej Okręgowej Izby Lekarskiej (OIL); 2006-2009 – członek prezydium ORL; 2006-2021 – delegat OIL na Krajowy Zjazd Lekarzy (KZL); 2010-2017 – prezes ORL; 2010-2021 – członek Naczelnej Rady Lekarskiej (NRL); 2018-2022 – przewodniczący Komisji Kształcenia Medycznego NRL i ORL; 2018-2021 – członek prezydium ORL. Jednocześnie od 1995 był członkiem Ogólnopolskiego Związku Zawodowego Lekarzy (OZZL).

## Nagrody i odznaczenia
- Złoty Krzyż Zasługi – za zasługi dla nauki, dydaktyki i zarządzania (1998)[18];
- Zespołowa Nagroda Pierwszego Stopnia Ministra Zdrowia i Opieki Społecznej – za osiągnięcia naukowe (siedmiokrotnie);
- Zespołowa i indywidualna Nagroda Naukowa Rektora UM w Białymstoku –  (dwudziestokrotnie)[19];
- Medal Polskiego Towarzystwa Hematologów i Transfuzjologów[20];
- Odznaka Honorowa „Zasłużony dla Województwa Lubelskiego” (2016);
- Odznaka Honorowa Województwa Podlaskiego (2019)[21];
- Medal Honorowy Okręgowej Izby Lekarskiej w Białymstoku Gloria Artis Medicinae (2022)[22];
- Odznaczenie Honorowe Naczelnej Izby Lekarskiej Meritus Pro Medicis – za szczególne zasługi dla samorządu lekarzy i lekarzy dentystów (2022)[23].

## Życie prywatne
Rodzice, Jan i Maria Kłoczko, byli nauczycielami. W czasie II Wojny Światowej, ojciec w stopniu podchorążego służył w Wojsku Polskim jako zastępca dowódcy plutonu CKM (Ciężkich Karabinów Maszynowych). Aresztowany przez gestapo 22.04.1940, więziony w obozach koncentracyjnych: Działdowo, Oranienburg, Mauthausen-Gusen, do 5.05.1945. Po wojnie wrócił do Augustowa. Matka była członkinią Armii Krajowej, nauczycielką historii i przewodnikiem turystycznym PTTK w Augustowie. Prof. Kłoczko był żonaty: żona Teresa, córki Katarzyna i Bogna, pięcioro wnucząt. W wolnym czasie zajmował się żeglarstwem, narciarstwem, uprawą warzyw i owoców. Wielokrotnie organizował zjazdy swojego rocznika absolwentów Akademii Medycznej w Białymstoku. 